# Protestantisme au Japon
 (décembre 2021).
Les protestants au Japon constituent une minorité religieuse d'environ 0,4% de la population totale, avec environ 500 000 croyants.
Toutes les grandes confessions protestantes traditionnelles sont présentes dans le pays: les baptistes, les pentecôtistes, les luthériens, les anglicans, les méthodistes, les presbytériens, les mennonites, l'Armée du salut et quelques autres.

## Avant la Seconde Guerre mondiale

### Missions épiscopaliennes et anglicanes
En 1859, les premiers représentants de la Communion anglicane, le révérend, plus tard évêque, Channing Moore Williams et le révérend John Liggins de l'Église épiscopalienne des États-Unis arrivent à Nagasaki. Williams et Liggins sont suivis à Nagasaki en janvier 1869 par le révérend George Ensor, représentant la Church Mission Society (CMS), qui suit les traditions anglicanes de l'Église d'Angleterre. En 1874, il est remplacé par le révérend H Burnside à Nagasaki. La même année, la mission CMS est élargie pour inclure le révérend CF Warren à Osaka, le révérend Philip Fyson à Yokohama, le révérend J. Piper à Tokyo (Yedo), le révérend H. Evington à Niigata et le révérend W. Dening à Hakodate,,,. Le révérend H Maundrell rejoint la mission au Japon en 1875 et sert à Nagasaki. Le révérend John Batchelor est un missionnaire auprès des Aïnous  d'Hokkaido de 1877 à 1941. Hannah Riddell arrive à Kumamoto, Kyūshū, en 1891. Elle travaille à la création de l'hôpital Kaishun (connu en anglais sous le nom de « Kumamoto Hospital of the Resurrection of Hope ») pour le traitement de la lèpre, l'hôpital ayant ouvert ses portes le 12 novembre 1895. Hannah Riddell quitte la CMS en 1900 pour diriger l'hôpital.
Le révérend Williams est nommé évêque épiscopal de Chine et du Japon en 1866. Il réunit les diverses missions anglicans en une seule église nationale, la Nippon Sei Ko Kai ou Église anglicane-épiscopale du Japon. En 1874, il établit l'Université Rikkyō. Après la Restauration de Meiji, une nouvelle législation relative à la liberté de religion est introduite en 1871, ce qui facilite  l'arrivée à Tokyo en septembre 1873 des révérends Alexander Croft Shaw et W. Ball Wright, les premiers missionnaires envoyés au Japon par la Société pour la propagation de l'Évangile. En 1888, l'Église anglicane du Canada commence également une œuvre missionnaire au Japon.

### Missions presbytériennes

#### James Curtis Hepburn
Le 18 octobre 1859, James Curtis Hepburn, un médecin associé à l'Agence missionnaire presbytérienne, et sa femme arrivent à Yokohama, où ils séjournent dans un temple bouddhiste, le Jobutsu-ji dans l'arrondissement de Kanagawa. Rapidement, il ouvre une clinique à Soko-ji, un autre temple bouddhiste voisin. Cependant, sa fermeture est ordonnée. Pendant les quatre années suivantes, il n'ouvre pas d'autre clinique, car il consacre plutôt son temps à l'étude de la langue japonaise.
En mai 1863, il ouvre une autre clinique dans le quartier étranger de Yokohama, spécialisée en optométrie, mais il offre aussi un large éventail de services médicaux, dont la chirurgie. Dans cette clinique, il devient célèbre après avoir amputé les pieds du célèbre acteur de Kabuki, Sawamura Tanosuke III, victime d'une gangrène.
En novembre de la même année, Hepburn ouvre sa deuxième clinique, et lui et sa femme Clara ouvrent une école qui accueille notamment Hayashi Tadasu, Takahashi Korekiyo et Masuda Takashi, entre autres. Clara enseigne l'anglais ; Hepburn enseigne la médecine.
Plus tard, en 1867, Hepburn publie un dictionnaire japonais-anglais, résultat de sa longue étude du japonais. Ce dictionnaire utilise la romanisation Hepburn, qui est toujours la forme la plus courante pour les romaji.
En 1887, l'Académie Hepburn, qui a fusionné avec un certain nombre d'autres projets missionnaires, devient l'Université Meiji Gakuin de Shirokane. Hepburn en est le premier président. Le célèbre poète et romancier Tōson Shimazaki est membre de la première promotion et écrit la chanson de l'école.

#### Divie Bethune McCartee
Divie Bethune McCartee est un missionnaire chrétien presbytérien qui s'est rendu au Japon en 1861-1862. Son tract évangélique traduit en japonais figure parmi les premières publications protestantes au Japon. En 1865, McCartee retourne à Ningbo, en Chine, mais d'autres suivent ses traces.

## Après la Seconde Guerre mondiale
La Société biblique japonaise est créée en 1937 avec l'aide de la Société biblique nationale d'Écosse (NBSS, maintenant appelée la Société biblique écossaise), de l'American Bible Society et de la British and Foreign Bible Society.
Les années qui suivent la Seconde Guerre mondiale voient une activité croissante des chrétiens évangéliques, initialement sous l'influence américaine, et une certaine croissance se produit entre 1945 et 1960. L' Association évangélique du Japon est fondée en 1968.
À partir de 1957, le Synode évangélique luthérien du Wisconsin envoie plusieurs missionnaires au Japon. En 1962, l'Église chrétienne évangélique luthérienne (LECC) est formée au Japon. La LECC est l'un des membres fondateurs de la Conférence internationale confessionnelle évangélique luthérienne.
Selon certaines estimations, il y a 3 000 églises protestantes à Tokyo et 7 700 églises protestantes dans tout le Japon.